# Serafim Todorov
Serafim Simeonov Todorov (in bulgaro Серафим Симеонов Тодоров?; Peštera, 6 luglio 1969) è un ex pugile bulgaro. Medaglia d'argento alle Olimpiadi di Atlanta 1996. È passato professionista nel 1998. Da lì ha combattuto senza continuità fino al 2015, collezionando un totale di 6 incontri, di cui 5 vittorie e 1 sconfitta.

## Palmarès

### Olimpiadi
- 1 medaglia:
  - 1 argento (Atlanta 1996 nei pesi piuma)

### Mondiali dilettanti
- 4 medaglie:
  - 3 ori (Sydney 1991 nei pesi gallo; Tampere 1993 nei pesi piuma; Berlino 1995 nei pesi piuma)
  - 1 argento (Mosca 1989 nei pesi gallo)

### Europei dilettanti
- 4 medaglie:
  - 3 ori (Atene 1989 nei pesi gallo; Göteborg 1991 nei pesi gallo; Bursa 1993 nei pesi piuma)
  - 1 argento (Vejle 1996 nei pesi piuma)